# Lionel Cinq-Mars
Pour les articles homonymes, voir Cinq-Mars.
Lionel Cinq-Mars (né à Saint-Cœur-de-Marie, Québec, le 12 juin 1919 et mort à Québec le 6 août 1973) est un phytopathologiste, botaniste et naturaliste québécois.
Après avoir travaillé sur les maladies de la pomme de terre, il est nommé, en 1962, professeur de botanique à l'Université Laval puis, en 1968, conservateur de l'Herbier Louis-Marie qu'il enrichit de plus de 10 000 spécimens. Il s'intéresse en particulier à la systématique des amélanchiers et des violettes. Il est l'auteur de quelque 70 publications scientifiques et naturalistes et le fondateur de deux séries québécoises de botanique systématique, Provancheria (dont le titre commémore le nom de l'abbé Léon Provancher), et Ludoviciana (titre donné en hommage au Père Louis-Marie.

## Éponymie
Le Père Louis-Marie a décrit un amélanchier hybride Amelanchier ×quinti-martii.

## Sources
- Bernard  Boivin, Lionel Cinq-Mars (1919-1973) et sa contribution à la phanérogamie. Dans : Provancheria, vol. 14, 1982, p. 53-60.
- L'Encyclopédie canadienne